# Shinako Tsuchiya
Shinako Tsuchiya (土屋品子, Tsuchiya Shinako), née le 9 février 1952, est une femme politique japonaise, représentant la préfecture de Saitama à la Chambre des représentants du Japon pour le Parti libéral-démocrate japonais.
Elle est nommée plusieurs fois au gouvernement, en 2002 au poste de secrétaire parlementaire chargée des affaires étrangères au sein du gouvernement Koizumi I, en 2006 au poste de vice-ministre de l'Environnement, en 2013 au poste de vice-ministre de la Santé au sein des différents gouvernements Abe, puis en 2023 au poste de ministre de la reconstruction (ja) au sein du gouvernement Kishida.

## Jeunesse, études et carrière pré-électorale
Shinako Tsuchiya effectue ses études secondaires au lycée pour filles de Kyoritsu (ja), situé à Tokyo. Elle est la fille de Yoshihiko Tsuchiya (ja), gouverneur de la préfecture de Saitama. Elle effectue son cycle universitaire au département d'histoire et de sociologie de l'Université du Sacré Cœur (en), elle aussi située à Tokyo. Elle se spécialise ensuite dans la recherche et la culture culinaire, jonglant entre recherches et émissions télévisées. Elle est également une artiste florale.

## Carrière électorale

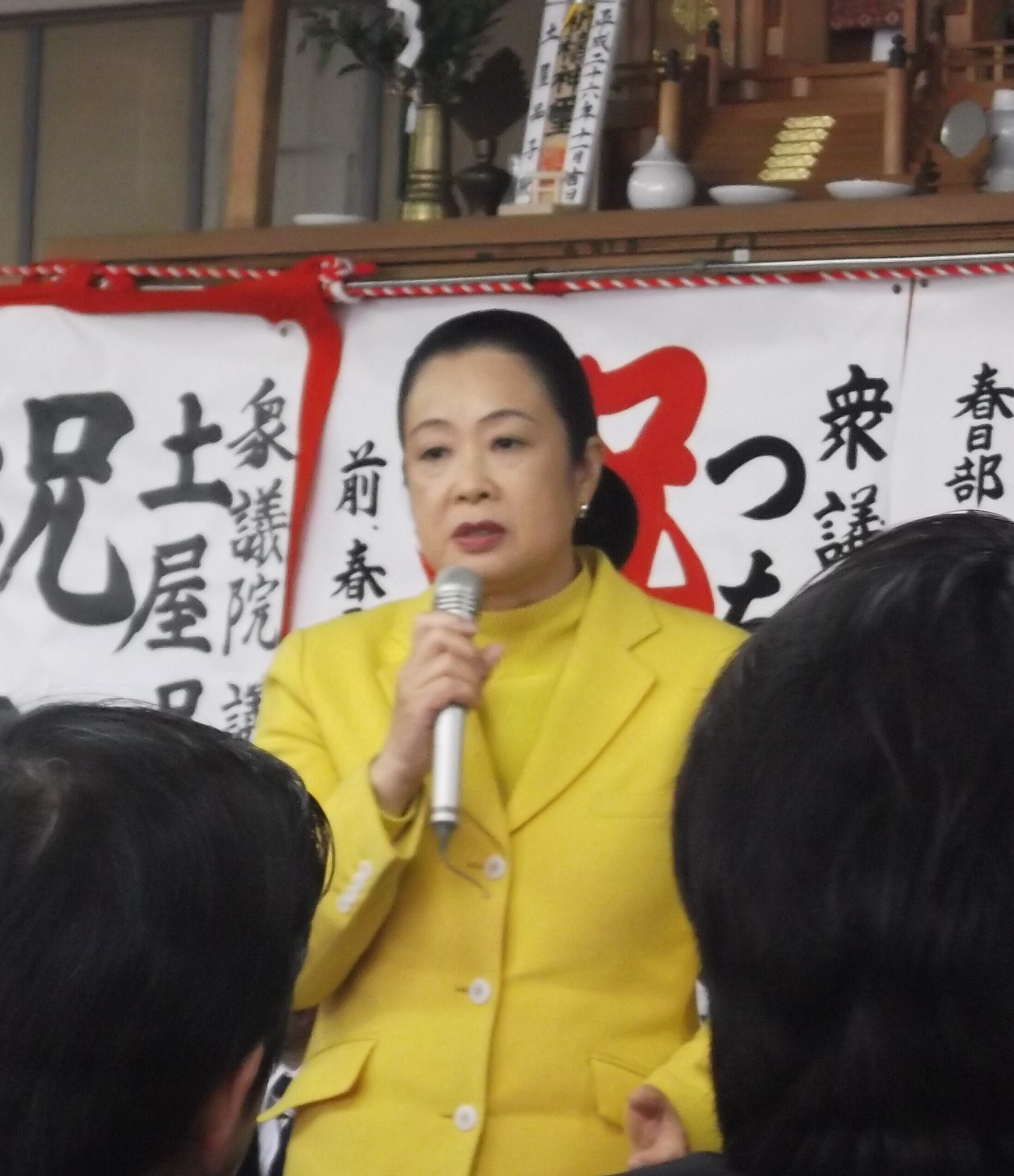
Shinako Tsuchiya en campagne en 2014.

Shinako Tsuchiya est élue pour la première fois en 1996 dans la treizième circonscription de la préfecture de Saitama, alors gouvernée par son père, Yoshihiko Tsuchiya (ja). Elle siège alors en indépendant à la Diète, et est réélue en 2000. Elle rejoint alors le parti libéral-démocrate, et est nommée en 2002 au poste de secrétaire parlementaire chargée des affaires étrangères au sein du gouvernement Koizumi I.
Elle est réélue à deux nouvelles reprises, en 2003 et en 2005, sous les couleurs du PLD. Elle est nommée en 2006 au poste de vice-ministre de l'Environnement du gouvernement Abe I.
Elle échoue à se faire réélire en 2009, cédant ainsi son siège à Yōichirō Morioka (ja). Elle est réélue en 2012 en tant que représentante de la treizième circonscription de Saitama, battant Morioka, et retrouvant ainsi son siège. Toujours candidate en 2014, elle remporte à nouveau l'élection, entamant son sixième mandat.
En août 2016, elle est nommée à la tête de la commission du PLD pour la promotion de l'avancement des femmes au sein du parti.
Elle est de nouveau réélue en 2017 et 2021, et débute ainsi son huitième mandat de représentante du Japon.
Elle rejoint en 2023 le Gouvernement Kishida II, au poste de ministre de la reconstruction (ja). À la suite d'un redécoupage des circonscriptions électorales de la préfecture de Saitama, Tsuchiya est candidate dans la seizième circonscription de la préfecture de Saitama, qui correspond à son ancien fief. Elle conserve son siège à la Diète à l'issue de ce scrutin, tout en devenant la première représentante de cette circonscription nouvellement créée. 

## Prises de position
Elle se dit favorable une réforme de la constitution japonaise, qui empêche le pays de posséder une armée. Elle se déclare néanmoins opposée au développement de l'arme nucléaire par le Japon.
En termes de relations internationales, elle se dit pour un durcissement des relations avec la Chine et la Corée du Sud.
D'un point de vue sociétal, elle se déclare pour l'ouverture du mariage aux personnes du même sexe.

## Vie privée
Sa fortune personnelle est estimée à plusieurs centaines de millions de yens, faisant d'elle la représentante la plus riche de la 46e législature de la Diète japonaise.